# Sara Benz
Sara Benz, född 25 augusti 1992 i Zürich, är en schweizisk ishockeyforward. Hon har representerat Schweiz i OS två gånger, i Vancouver där det blev en femteplats och i Sotji där det blev brons. I bronsmatchen mot Sverige i Sotji gjorde hon det första schweiziska målet i matchen som Schweiz vann 4–3.

## Meriter

### OS
- OS i Vancouver 2010: 5:a
- OS i Sotji 2014: 3:a

### VM
- VM 2009: 7:a
- VM 2011: 6:a
- VM 2012: 3:a
- VM 2013: 6:a